# Aero Ae 50
L’Aero Ae- 50 est un monoplan biplace en tandem d’observation d’artillerie, liaison et transport sanitaire léger conçu à la fin des années 1940 pour répondre à un programme du ministère de la Défense (MNO) tchécoslovaque qui souhaitait remplacer les Fieseler Fi 156 construits sous licence par Beneš-Mráz.
Cet appareil présentait un aspect original, le fuselage s’interrompant à l’arrière de la cabine, largement vitrée. L’empennage était supporté par une poutre fixée au bord de fuite de l’aile haute contreventée, et la roulette arrière fixée sous la partie arrière de ce court fuselage, soit un empattement d’à peine 2 m. Cette disposition devait assurer à l’observateur un champ de vision optimal et faciliter le chargement de blessés par l’arrière. Cet appareil disposait également d’un point de remorquage lui permettant d’être acheminé en remorque d’un autre avion vers la zone d’opérations sans ravitaillement intermédiaire.
Le prototype prit l’air le 14 avril 1949 et fut testé comparativement au Praga E-55, mais révéla des problèmes de stabilité longitudinale et de fonctionnement des fentes de bord d'attaque. Si ses défauts techniques purent être résolus, il fut impossible de remédier au poids excessif de la cellule et le programme fut abandonné en 1954.